# Mustafo Chachi
Mustafo Seidulayevich Chachi (Mustafa Seidulajewitsch Tschatschi; russisch Мустафа Сейдулаевич Чачи, wiss. Transliteration Mustafa Sejdulaevič Čači; geb. 25. Mai 1935; gest. 15. Februar 1970) war Abteilungsleiter in der Landwirtschaftlichen Produktionsgenossenschaft (Kolchos) „Fünfter Jahrestag der Usbekischen SSR“ im Bezirk Akkurgan der Provinz Taschkent in der Usbekischen SSR. Er führte effizientere Arbeitsmethoden ein und wurde mit dem Titel Held der Sozialistischen Arbeit ausgezeichnet.

## Leben
Er wurde am 25. Mai 1935 im Dorf Korbeck (seit 1945: Izobilnoye) in der Autonomen Sozialistischen Sowjetrepublik Krim (heute Autonome Republik Krim) geboren. Er war krimtatarischer Abstammung. Im Jahr 1944 wurde er zusammen mit allen Krimtataren aus der Krim in die Usbekische SSR (heute Republik Usbekistan) deportiert. In der Familie, die in der Region Taschkent ankam, konnte nur Mustafa arbeiten (seine Eltern waren älter, sein älterer Bruder war behindert, und sein jüngerer Bruder und seine Schwester waren noch klein). Er begann seine berufliche Karriere als Arbeiter in der Kolchose „Fünfjahresplan der Usbekischen SSR“ im Bezirk Akkurgan der Taschkenter Region. Später arbeitete er als Traktorfahrer, Assistent des Mechanikers und schließlich als Brigadier einer mechanisierten Feldbrigade der Kolchose.
Ab 1961 leitete er die 5. Abteilung der Kolchose „Fünfjahresplan der Usbekischen SSR“ im Bezirk Akkurgan der Region Taschkent. Er setzte seine Bemühungen fort, effizientere Arbeitsmethoden für Baumwollpflücker und Mechanisierungsarbeiter zu entwickeln und einzuführen. Er war einer der Ersten, der neue fortschrittliche Anbauschemata und Technologien erforschte und einsetzte. Er organisierte die Arbeit mit mechanisierten Einheiten: Ein Reihentraktor arbeitete auf dem ihm zugewiesenen Gebiet zur Aussaat. Er wurde als Verdienter Baumwollpflücker der Usbekischen SSR und als Verdienter Mechanisator der Usbekischen SSR (1964) ausgezeichnet. Durch den Beschluss des Präsidiums des Obersten Sowjets der UdSSR vom 30. April 1966 wurde Mustafo Chachi aufgrund seiner Leistungen bei der Steigerung der Produktion von Baumwollsamen und Seidenraupenkokons der Titel Held der Sozialistischen Arbeit verliehen, zusammen mit dem Leninorden und der Goldenen Medaille „Hammer und Sichel“. Als den Krimtataren Ende der 1960er Jahre erlaubt wurde, sich frei im Land zu bewegen, sprach er sich gegen die massenhafte unkontrollierte Auswanderung der Krimtataren auf die Krim aus und unterzeichnete im März 1968 den Brief der Siebzehn mit angesehenen Krimtataren.
Er verstarb am 15. Februar 1970 und wurde in Taschkent auf dem Chigatai-Friedhof beigesetzt.